# Phalaenopsis maculata
Espèce
Phalaenopsis maculata est une espèce de plantes à fleurs de la famille des Orchidaceae (les orchidées) et du genre Phalaenopsis originaire de Bornéo.